# Raul Ruiz (político)
Raul Ruiz (nacido el 25 de agosto de 1972) es un médico y político estadounidense que se desempeña como representante estadounidense para el distrito 25 del Congreso de California. Es miembro del Partido Demócrata.
Nacido en la ciudad de Zacatecas, México, Ruiz creció en Coachella, California. Fue el primer latino en recibir tres títulos de posgrado de la Universidad de Harvard, asistiendo a la Escuela de Medicina Harvard, la Escuela Harvard Kennedy y la Escuela de Salud Pública de Harvard. Trabajó como médico de urgencias en el Centro Médico Eisenhower en Rancho Mirage, California, antes de ayudar en los esfuerzos humanitarios tras el terremoto de Haití de 2010. En lo que se consideró un gran revés, Ruiz derrotó a la representante republicana en ejercicio Mary Bono en las elecciones de 2012 con el 52,9% de los votos. Fue reelegido en 2014 con el 54,2% de los votos, después de lo que fue considerado una de las contiendas por el Congreso más reñidas del país; en 2016 y 2018, recibió alrededor del 60% de los votos.